# That's the Way It Is
That's the Way It Is es el cuadragésimo álbum del músico y cantante estadounidense Elvis Presley, publicado por la compañía discográfica RCA Victor en noviembre de 1970. Ocho canciones fueron grabados en el RCA Studio B de Nashville, Tennessee, y las cuatro restantes en el International Hotel de Las Vegas, Nevada en directo. El álbum acompañó el estreno en teatros del documental homónimo, aunque no es considerado generalmente como una banda sonora, y alcanzó el puesto veintiuno en la lista Billboard 200 y el ocho en la lista de discos country. Fue certificado como disco de oro por la Recording Industry Association of America el 28 de junio de 1973, y como platino el 8 de marzo de 2018, por ventas superiores a 1 millón de copias.

## Contenido
El disco original en vinilo incluyó ocho canciones grabadas en el RCA Studio B de Nashville en junio de 1970 que también produjo varios sencillos y el álbum Elvis Country, así como cuatro canciones grabadas en directo en The International Hotel de Las Vegas, Nevada. La canción «You Don't Have to Say You Love Me» había sido publicada como sencillo promocional el 6 de octubre, con una versión en directo de «Patch It Up» como cara B. «The Next Step Is Love» había sido publicado previamente como cara B en julio de 1970, mientras que su respectiva cara A, «I've Lost You», aparece en el álbum en una versión en directo. La versión de «I Just Can't Help Believing» fue publicada como sencillo en el Reino Unido en noviembre de 1971 y llegó al puesto seis de las listas.
En junio de 2000, RCA reeditó una edición especial de tres discos que incluyó el álbum original remasterizado junto a temas extra grabados en estudio. La edición también incluyó el concierto completo ofrecido en The International Hotel el 12 de agosto de 1970 y ensayos de finales de julio y comienzos de agosto, previos a los conciertos. Los temas extra incluyeron también un tema publicado previamente en Walk A Mile In My Shoes: The Essential 70s Masters y el sencillo «Rags to Ritches».
En 2008, el sello Follow That Dream publicó otra edición especial de dos discos con el álbum original más temas extra y descartes.

## Lista de canciones
| Cara A |                                     |                                                                   |          |  |
| N.º    | Título                              | Escritor(es)                                                      | Duración |  |
| 1.     | «I Just Can't Help Believin'»       | Cynthia Weil and Barry Mann                                       | 4:34     |  |
| 2.     | «Twenty Days and Twenty Nights»     | Ben Weisman, Clive Westlake                                       | 3:15     |  |
| 3.     | «How the Web Was Woven»             | David Most, Clive Westlake                                        | 3:25     |  |
| 4.     | «Patch It Up»                       | Eddie Rabbitt, Rory Bourke                                        | 4:03     |  |
| 5.     | «Mary in the Morning»               | Johnny Cymbal, Michael Rashkow                                    | 4:11     |  |
| 6.     | «You Don't Have to Say You Love Me» | Vicki Wickham, Simon Napier-Bell, Pino Donaggio, Vito Pallavicini | 2:30     |  |

| Cara B |                                  |                                        |          |  |
| N.º    | Título                           | Escritor(es)                           | Duración |  |
| 1.     | «You've Lost That Lovin' Feelin» | Barry Mann, Cynthia Weil, Phil Spector | 4:23     |  |
| 2.     | «I've Lost You»                  | Alan Blaikley, Ken Howard              | 3:43     |  |
| 3.     | «Just Pretend»                   | Guy Fletcher, Doug Flett               | 4:02     |  |
| 4.     | «Stranger in the Crowd»          | Winfield Scott                         | 3:47     |  |
| 5.     | «The Next Step Is Love»          | Paul Evans, Paul Parnes                | 3:31     |  |
| 6.     | «Bridge over Troubled Water»     | Paul Simon                             | 4:29     |  |

## Personal
| Grabaciones de estudio - Elvis Presley – voz, guitarra - James Burton – guitarra - Chip Young – guitarra rítmica - David Briggs – piano, órgano - Norbert Putnam – bajo - Jerry Carrigan – batería - Charlie McCoy – órgano, armónica - Farrell Morris – percusión, vibráfono - Weldon Myrick – pedal steel guitar - The Jordanaires – coros - The Imperials – coros | Grabaciones en directo - Elvis Presley – voz, guitarra - James Burton – guitarra líder - John Wilkinson – guitarra rítmica - Charlie Hodge – guitarra acústica, coros - Glen Hardin – piano, piano Rhodes - Jerry Scheff – bajo - Ronnie Tutt – batería - Millie Kirkham – coros - The Sweet Inspirations – coros - The Stamps Quartet – coros - The Imperials – coros - The Joe Guercio Orchestra |

## Posición en listas
| País           | Lista                | Posición |
| -------------- | -------------------- | -------- |
| Estados Unidos | Billboard Pop Albums | 21       |